# Streblosa bracteata
Streblosa bracteata är en måreväxtart som beskrevs av Henry Nicholas Ridley. Streblosa bracteata ingår i släktet Streblosa och familjen måreväxter. Inga underarter finns listade i Catalogue of Life.